# Eduardo Barroco de Melo
Eduardo Miguel Sabino Guedes Barroco de Melo (5 de outubro de 1988) é um investigador, deputado e político português. Ele é deputado à Assembleia da República na XIV legislatura pelo Partido Socialista.